# منتخب إندونيسيا لسباعيات الرغبي
منتخب إندونيسيا لسباعيات الرغبي هو ممثل إندونيسيا الرسمي في المنافسات الدولية في سباعيات الرغبي .